# Coatzintla
Coatzintla là một đô thị thuộc bang Veracruz, México. Năm 2005, dân số của đô thị này là 43106 người.